# Abel Caballero (schermidore)
Abel Caballero Buden (6 settembre 1975) è uno schermidore cubano, specializzato nella sciabola.

## Palmarès
In carriera ha conseguito i seguenti risultati:
- Giochi Panamericani:

Winnipeg 1999: argento nella sciabola a squadre.
Santo Domingo 2003: bronzo nella sciabola a squadre.